# Infiniti Q45
Infiniti Q45 — полноразмерный люксовый седан, разработанный и выпускавшийся компанией Nissan под брендом Infiniti с 1989 по 2006 год в трёх поколениях.
Первое поколение (1989—1999) выпускалось на базе Nissan President, а второе (1997—2000) и третье (2002—2006) — на базе Nissan Cima. Экспорты завершились в 2006 году.

## Первое поколение (G50; 1989—1996)
Первое поколение Infiniti Q45 появилось в августе 1989 года с двигателем V8 объёмом 4,5 л, мощностью 207 кВт (278 л. с.) и крутящим моментом 396 Н⋅м. Все версии включали в себя вязкостный дифференциал с повышенным внутренним сопротивлением, как часть многорычажной подвески. В то время компания Nissan работала над программой «901 Movement» с целью создать линейку автомобилей Nissan с лучшей управляемостью. В Японии автомобиль назывался Nissan Infiniti Q45.
В 1993 году автомобиль прошёл рестайлинг. Модель выпускалась в комплектациях Q45t и Q45a. В то же время бренд Infiniti был представлен в Австралии, и единственной продаваемой моделью являлась Q45. 
Из-за проблем с продажами производство Infiniti Q45 было остановлено в 1996 году, затем до 2002 года автомобили делали в Японии.

### Галерея
- 1995 Q45
- Вид спереди
- Вид сзади
- 1994 Nissan Infiniti Q45

## Второе поколение (Y33; 1997—2000)
Второе поколение Q45 являлось перелицованным вариантом Nissan Cima, использующим платформу от Nissan Cedric и Nissan Gloria. Автомобиль оснащался 4,1-литровым двигателем VH41DE мощностью 267 л.с. (199 кВт), а разгон до 97 км/ч составлял примерно 7,5 секунд. В 1999 году автомобиль прошёл рестайлинг. 

### Галерея
- Вид спереди
- Вид сзади

## Третье поколение (F50; 2001—2006)
Третье поколение Infiniti Q45 было представлено в 2000 году на Нью-Йоркском международном автосалоне. Как и в случае с предыдущим поколением, базовой моделью стала Nissan Cima.
В 2005 году в США было продано 1129 автомобилей. В то же время автомобиль прошёл рестайлинг. 
В 2006 году автомобиль был снят с производства.

### Галерея
- Вид спереди
- Вид сзади
- IndyCar опережает Infiniti Q45
- 2005—2006 Infiniti Q45
- 2005—2006 Infiniti Q45